# Grande Mosquée de Testour
La Grande Mosquée de Testour est une mosquée située à Testour, au Nord-Ouest de la Tunisie. Fondée au début du XVIIe siècle et résultant d'une synthèse inédite entre les traditions locales ifriqiyennes et les techniques décoratives et architecturales hispano-mauresques, elle est l'un des exemples les plus remarquables de l'art morisque en Tunisie.

## Histoire
Édifiée durant le premier tiers du XVIIe siècle (probablement avant 1631) par Mohamed Tagharinou, immigré d'origine andalouse installé à Testour vers 1041 de l'hégire (soit en 1609), elle connaît une extension au cours du XVIIIe siècle qui consiste en l'ajout, au nord-est, d'une cour secondaire et d'une salle à ablutions,.

## Description
La Grande Mosquée de Testour est située au cœur de la ville, à l'intersection des grandes artères.

### Cours

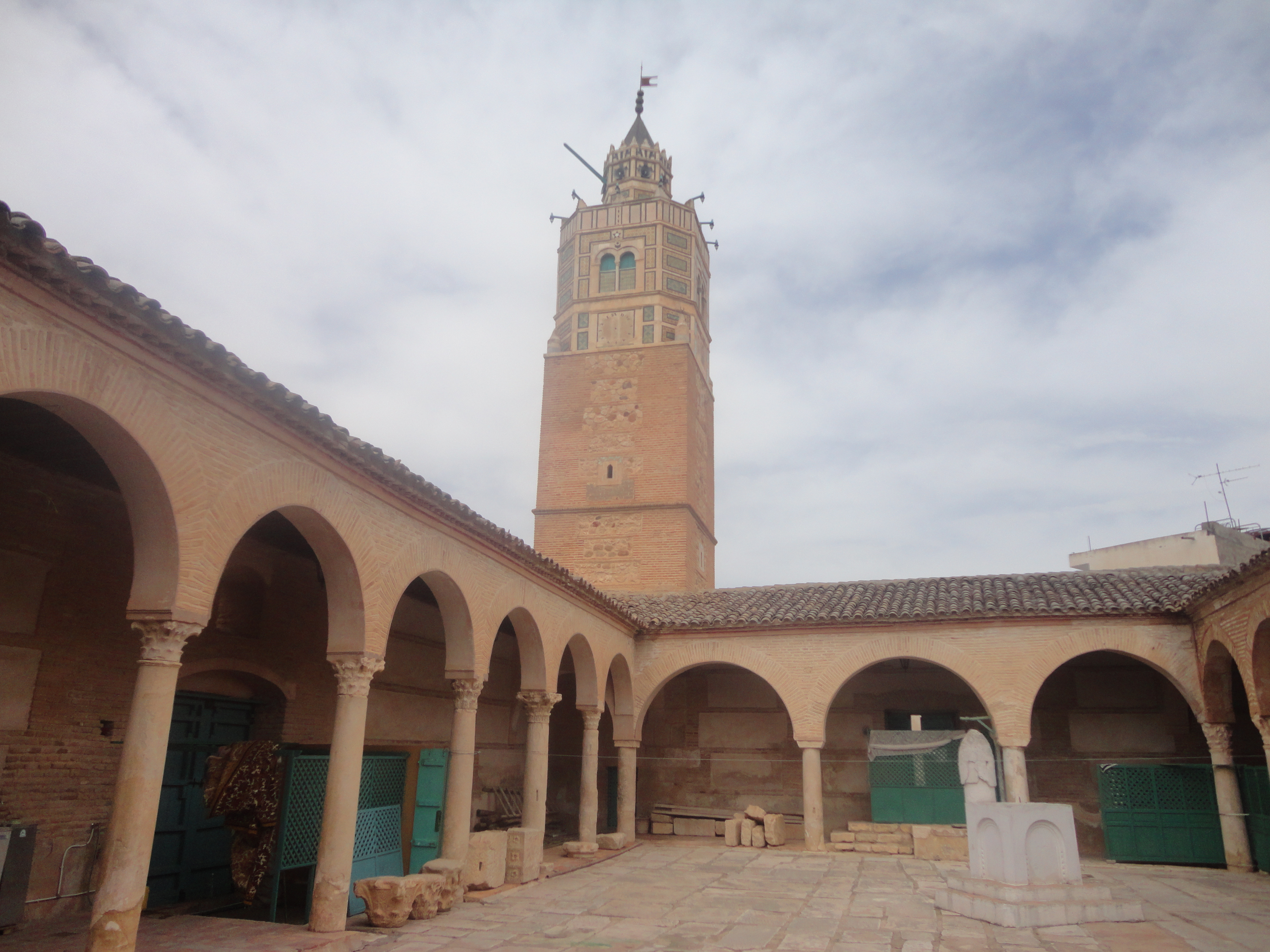
Cour principale et minaret de la Grande Mosquée.

La mosquée possède deux cours : la plus grande, située au nord et mesurant 17,70 mètres sur 26,20, est entourée de portiques à arcs en plein cintre reposant sur des colonnes en pierre calcaire surmontées de chapiteaux antiques. Les portiques sont couverts de toits à une seule pente qui présentent une légère inclinaison vers l'intérieur tandis que la cour, pavée de dalles de pierres calcaires antiques remployées, présente en son milieu un cadran solaire daté de 1174 de l'hégire (soit 1761) et réalisé par Ahmed al-Harrâr. 
La deuxième cour, de moindre dimension et possédant une seule galerie hypostyle, se trouve avec la salle d'ablutions du côté nord-est.

### Salle de prière

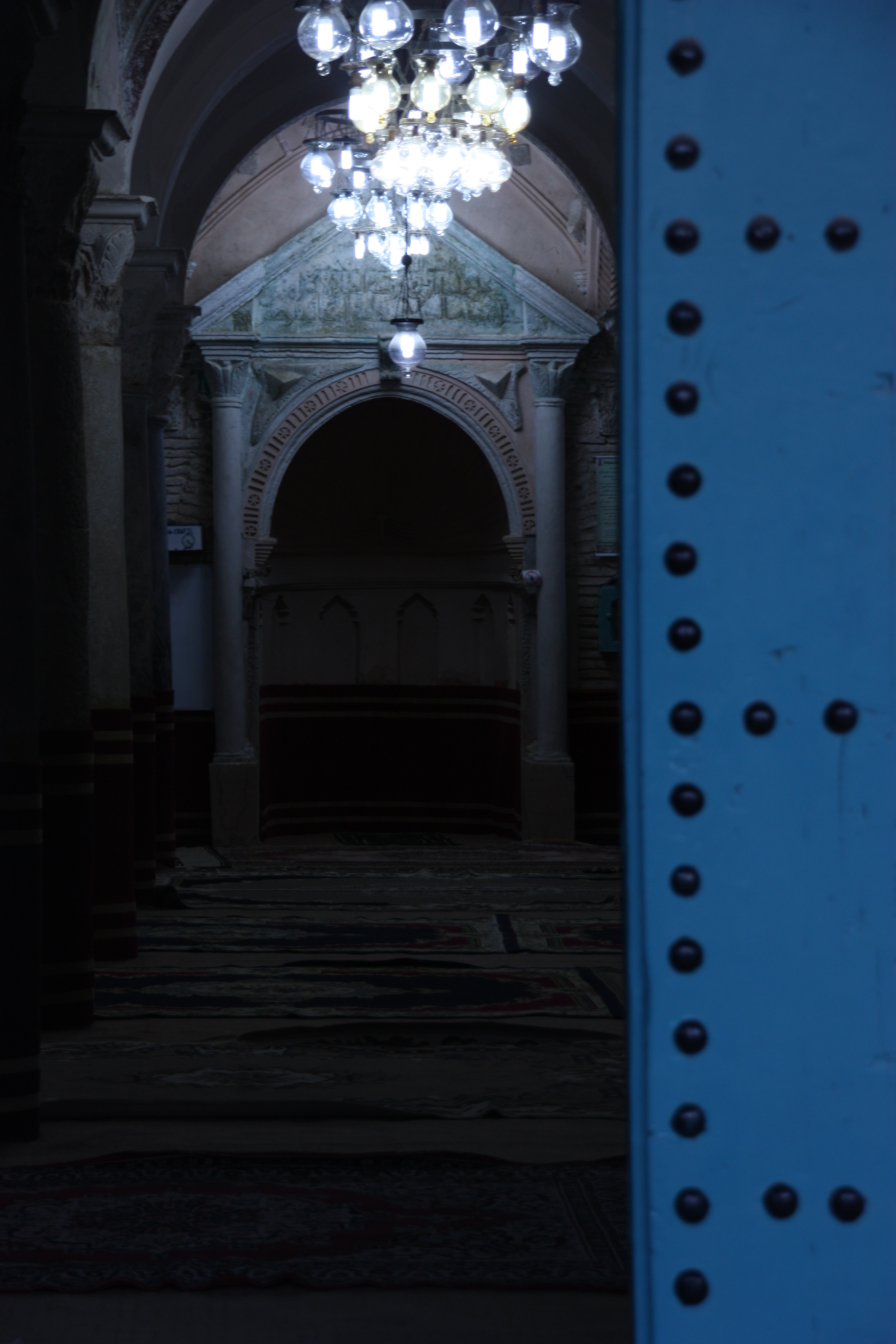
Vue du mihrab.

La salle de prière, accessible par six entrées, est plus large que profonde (25,85 mètres sur 19,12). De plan rectangulaire, elle est divisée en neuf nefs perpendiculaires au mur de la qibla et sept travées. Le couvrement est assuré par deux coupoles sur pendentifs situées dans l'axe du mihrab et par des voûtes d'arêtes. Ces dernières reposent sur des arcs en plein cintre outrepassés, portés par des colonnes à chapiteaux et fûts antiques. Le plan de la salle de prière est directement inspiré de l'architecture ifriqiyenne aghlabide, avec néanmoins une différence par rapport au plan en T classique qui se manifeste par l'absence d'un élargissement au niveau de la nef centrale ainsi que de la travée qui longe le mur de la qibla.
Le mihrab, inscrit dans un cadre rectangulaire saillant surmonté d'un fronton triangulaire richement orné, est composé d'une niche creusée de hautes et fines cannelures coiffée d'une demi-coupole encadrée d'un arc brisé outrepassé posé sur des colonnettes d'angle.

### Minaret
Occupant l'angle nord-est de la cour, le minaret, haut de 22,50 mètres, est constitué de deux tours superposées. La tour inférieure, de base carrée mesurant 4,50 mètres de côté et construite selon le procédé tolédan en matériaux mixtes (chaînage en briques et remplissage en moellons), est surmontée d'une seconde tour octogonale. L'ensemble est couronné d'un lanternon à toit pyramidal en bois. Contrairement à la première tour d'aspect sobre, la tour octogonale est richement ornée de céramique émaillée et percée de fenêtres géminées au niveau supérieur. Par son aspect général, le minaret est proche des clochers aragonais et de ceux du sud de l'Espagne.

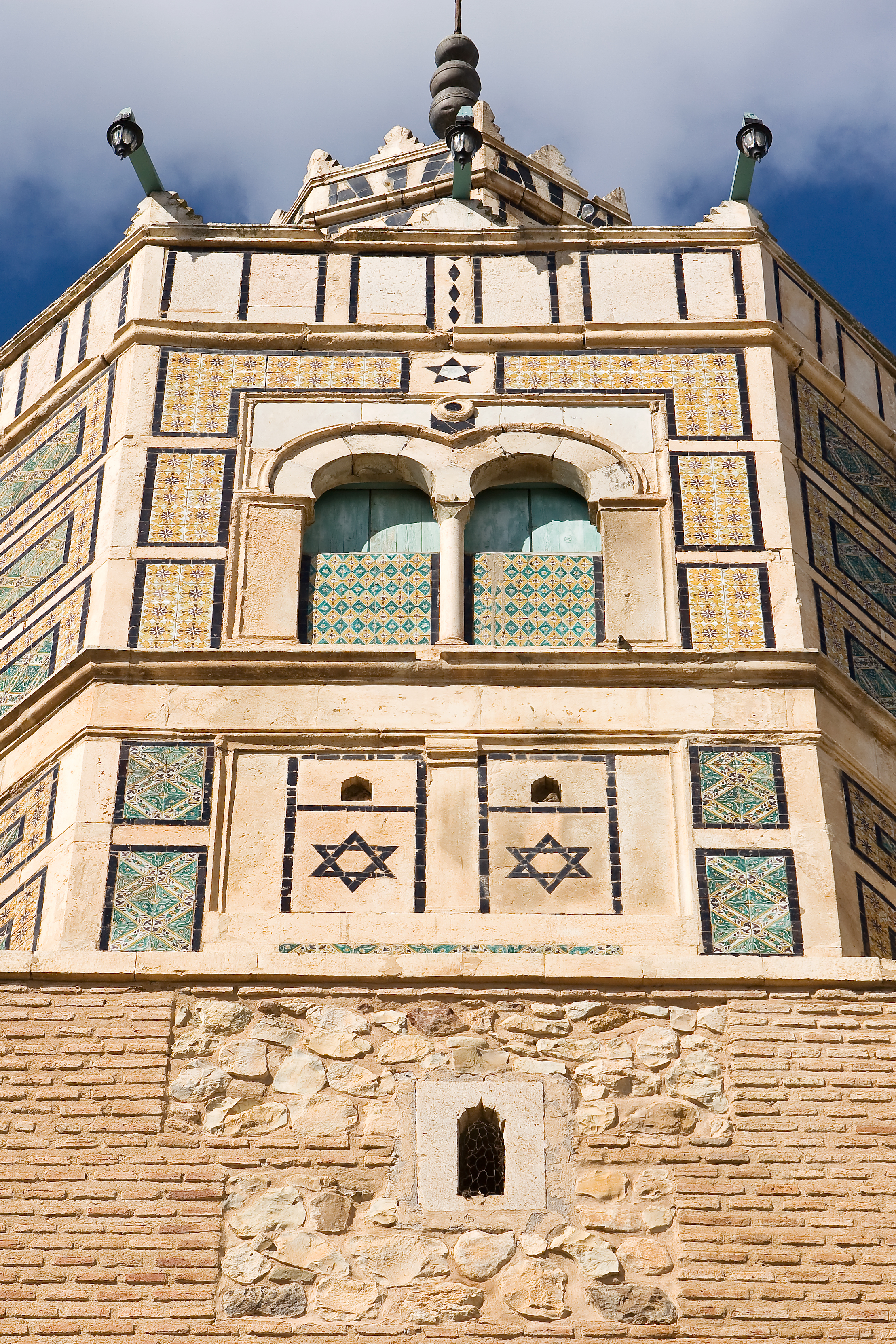
Partie supérieure du minaret ornée de céramiques et d'étoiles de David.

De plus, le minaret est décoré par des étoiles de David qu'on trouve couramment dans les mosquées tunisiennes, les portes des maisons et les zaouïas. Toutefois, la communauté juive morisque est bien intégrée parmi la population et a sans doute contribué à la construction du minaret. La forte empreinte andalouse qui caractérise l'ensemble de la mosquée se traduit à l'extérieur par le couvrement de l'édifice réalisé sous forme d'imposantes toitures de tuiles s'appuyant sur une armature de combles et par la diversité des motifs décoratifs présents, essentiellement dans les coupoles, la niche inférieure du mihrab ainsi que les panneaux de stuc (motifs géométriques et floraux évoquant des modèles andalous).

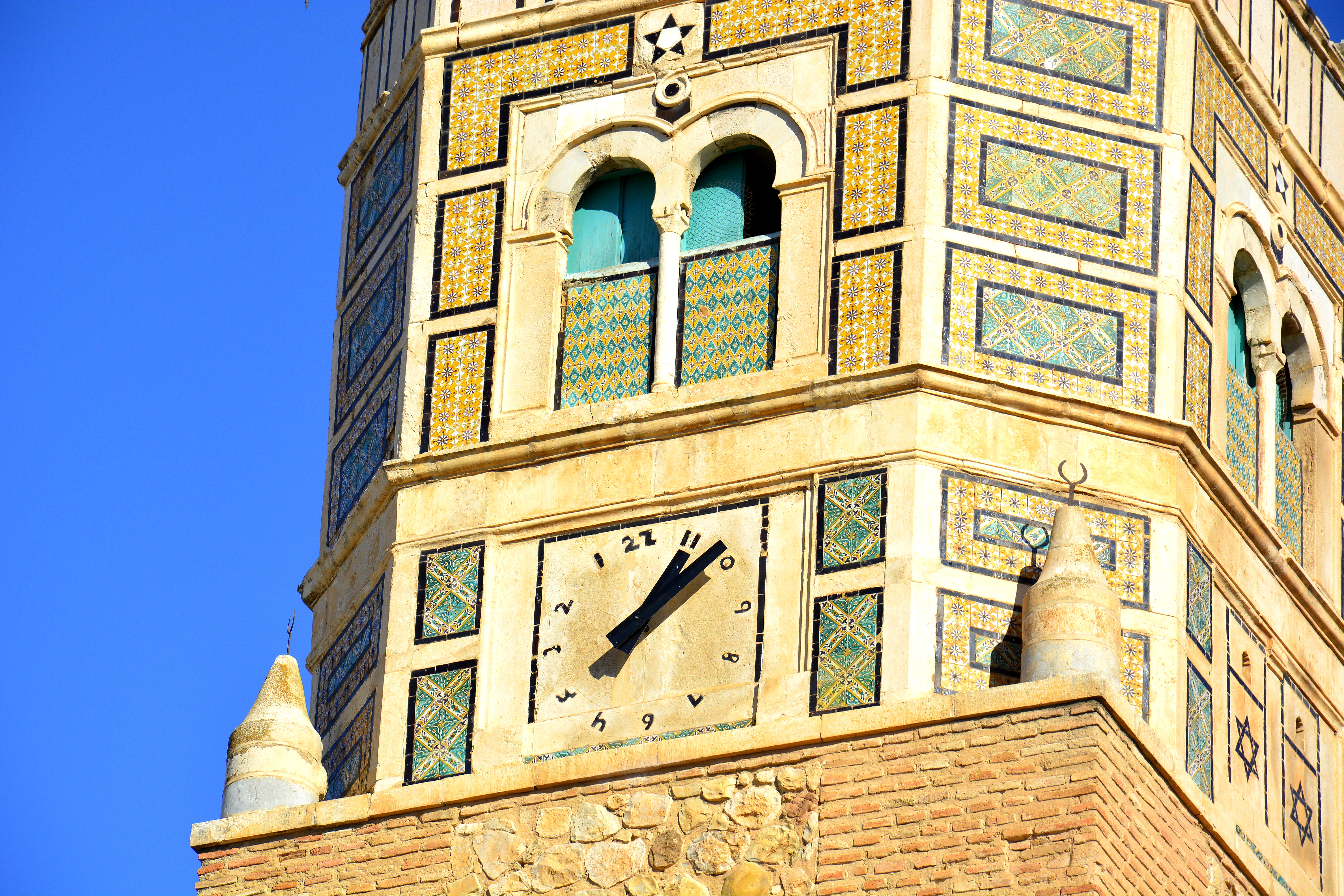
Horloge indiquant 10 h 50.

Au-dessous de l'une des fenêtres est incrusté le cadran d'une horloge, particularité qui se trouve rarement dans les minarets de son époque de construction. Par ailleurs, les aiguilles tournent à l'envers et les chiffres sont orientés vers le centre. Cela suggère un désir de remonter le temps vers l'époque de la splendeur perdue d'Al-Andalus.
En décembre 2014, à l'initiative de l'ingénieur tunisien Abdel Halim Koundi d'origine andalouse, cette horloge est réhabilitée et remise en marche après pratiquement trois siècles de panne. Sur la base du bénévolat, Koundi réalise les études nécessaires et des citoyens participent à la collecte des fonds nécessaires à cette opération, avec le soutien de l'Association de sauvegarde de la médina de Testour, de la municipalité de Testour et de l'Institut Goethe de Tunis, qui l'intègre dans son projet Ma3marouNA.